# Musée August-Kestner

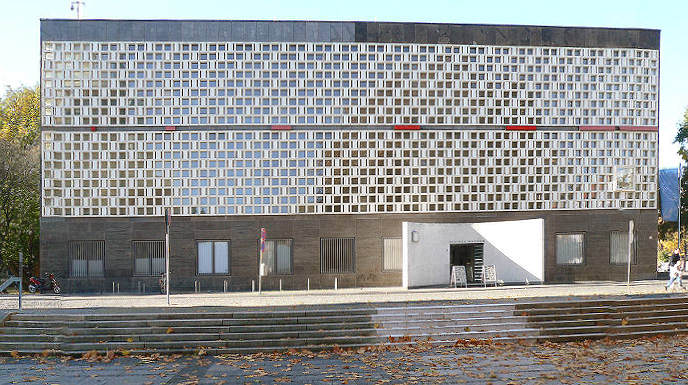

Le musée August-Kestner (allemand Museum August Kestner) est un musée situé à Hanovre, près de l'hôtel de ville. Il possède notamment des Antiquités égyptiennes, proches orientales et grecques, ainsi que des objets du Moyen Âge allemand. Le musée doit son nom à August Kestner (de), qui a participé à sa fondation, mais il n'a pas de lien avec la Kestnergesellschaft située elle aussi à Hanovre. 